# 鹿蹄草叶白珠
鹿蹄草叶白珠（学名：Gaultheria pyroloides）为杜鹃花科白珠树属的植物。分布在锡金、缅甸、尼泊尔、不丹以及中国大陆的西藏、云南、四川等地，生长于海拔3,800米至4,000米的地区，多生长于垫状灌丛草地，目前尚未由人工引种栽培。

## 别名
梨叶白珠（中国高等植物图鉴）

## 异名
- Gaultheria pyrolaefolia Hook. f. ex C. B. Clarke